# Neuontobotrys choiquense
Neuontobotrys choiquense là một loài thực vật có hoa trong họ Cải. Loài này được (Romanczuk) Al-Shehbaz mô tả khoa học đầu tiên năm 2006.